# تورگوم چورکجیان
تورگوم استپانی چورکجیان (ارمنی: Թորգոմ Ստեփանի Չորեքչյան؛ زاده ۱ ژانویهٔ ۱۹۱۰ - درگذشته ۵ ژوئن ۱۹۷۷) مجسمه‌ساز اهل ارمنستان بود.

## زندگی‌نامه
وی در ۱ ژانویهٔ ۱۹۱۰ در سباستیا در به دنیا آمد و از آکادمی امپریال هنر سنت پترزبورگ (۱۹۳۷) فارغ‌التحصیل گشت. وی همچنین برنده جوایزی همچون نقاش شایسته ارمنستان شوروی (۱۹۶۳) شد. وی در۵ ژوئن ۱۹۷۷ در سن ۶۷ سالگی در ایروان درگذشت.

## نگارخانه

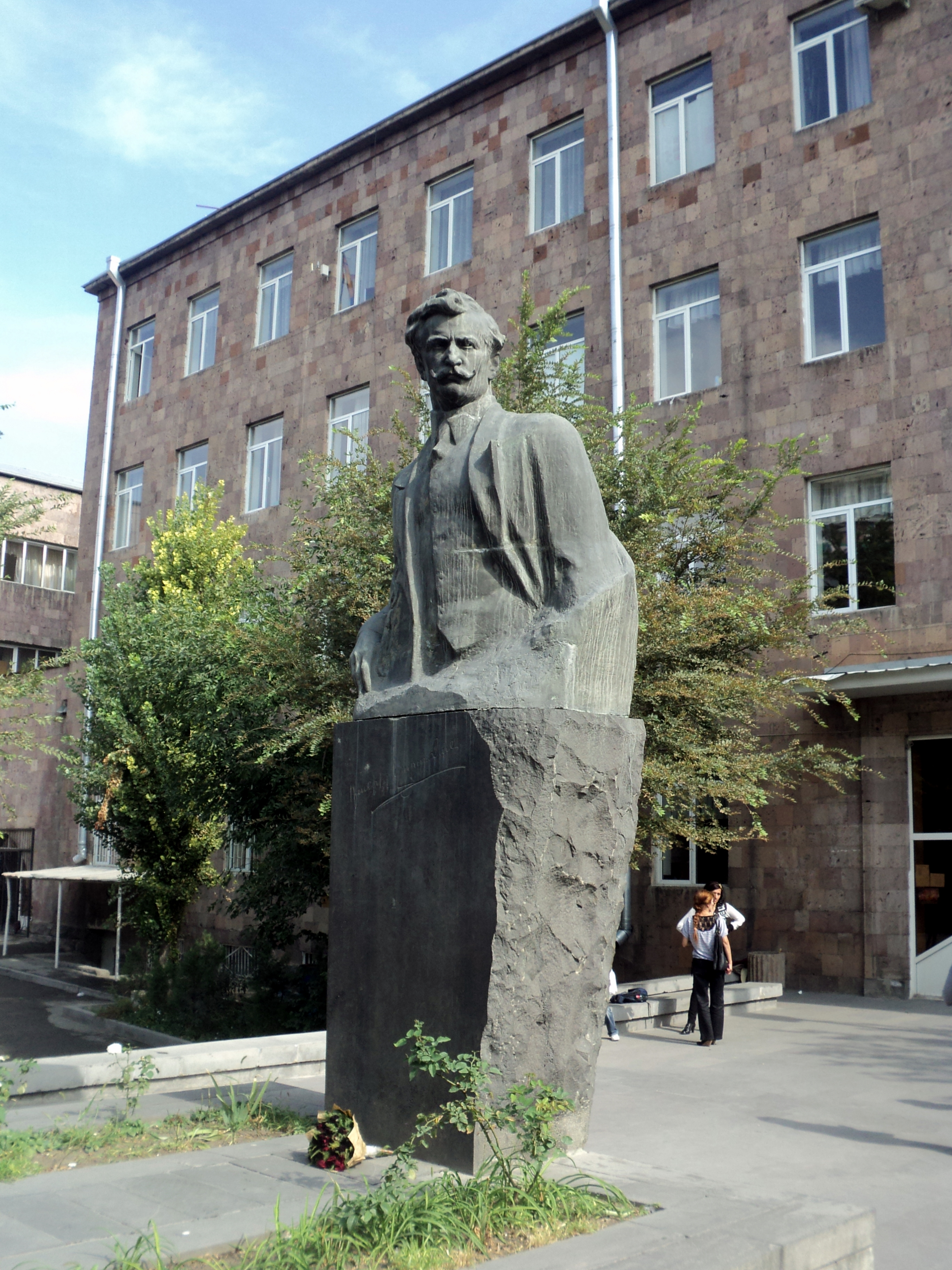
نیم‌تنه دانیل واروژان در جلوی مدرسه دانیل واروژان ایروان